# Dowpar Naz̧arī
Dowpar Naz̧arī (persiska: دُپَرنَظَری, دِپَر نَظَری, دِپَر, Doparnaz̧arī, دوپر نظری) är en ort i Iran.   Den ligger i provinsen Kohgiluyeh och Buyer Ahmad, i den centrala delen av landet, 500 km söder om huvudstaden Teheran. Dowpar Naz̧arī ligger 659 meter över havet och antalet invånare är 413.
Terrängen runt Dowpar Naz̧arī är varierad. Runt Dowpar Naz̧arī är det ganska glesbefolkat, med 47 invånare per kvadratkilometer. Närmaste större samhälle är Līkak, 12,0 km söder om Dowpar Naz̧arī. Omgivningarna runt Dowpar Naz̧arī är i huvudsak ett öppet busklandskap.